# Frances Tiafoe
Frances Tiafoe (Hyattsville, 20 gennaio 1998) è un tennista statunitense.
In singolare ha vinto tre titoli del circuito maggiore (ognuno su una superficie diversa), su dieci finali disputate, nel giugno 2023 ha raggiunto il suo miglior ranking ATP alla 10ª posizione mondiale. Nei tornei del Grande Slam ha raggiunto la semifinale agli US Open 2022 e 2024 e i quarti di finale agli Australian Open 2019 e al Roland Garros 2025.

## Biografia
I genitori Frances Sr. e Alphina erano emigrati dalla Sierra Leone nel 1996. A tre anni Tiafoe impara a giocare a tennis contro un muro assieme al fratello gemello Franklin, con il quale in seguito si allena al Junior Tennis Champions Center del Maryland, dove il padre era responsabile della manutenzione. Tra i tennisti a cui si è ispirato vi sono Yannick Noah e Juan Martín del Potro. Visita per la prima volta la Sierra Leone a 8 anni con la famiglia, un viaggio che cambia il suo modo di pensare. Si è attivato in opere di beneficenza e a supporto del movimento Black Lives Matter.

## Carriera

### Juniores

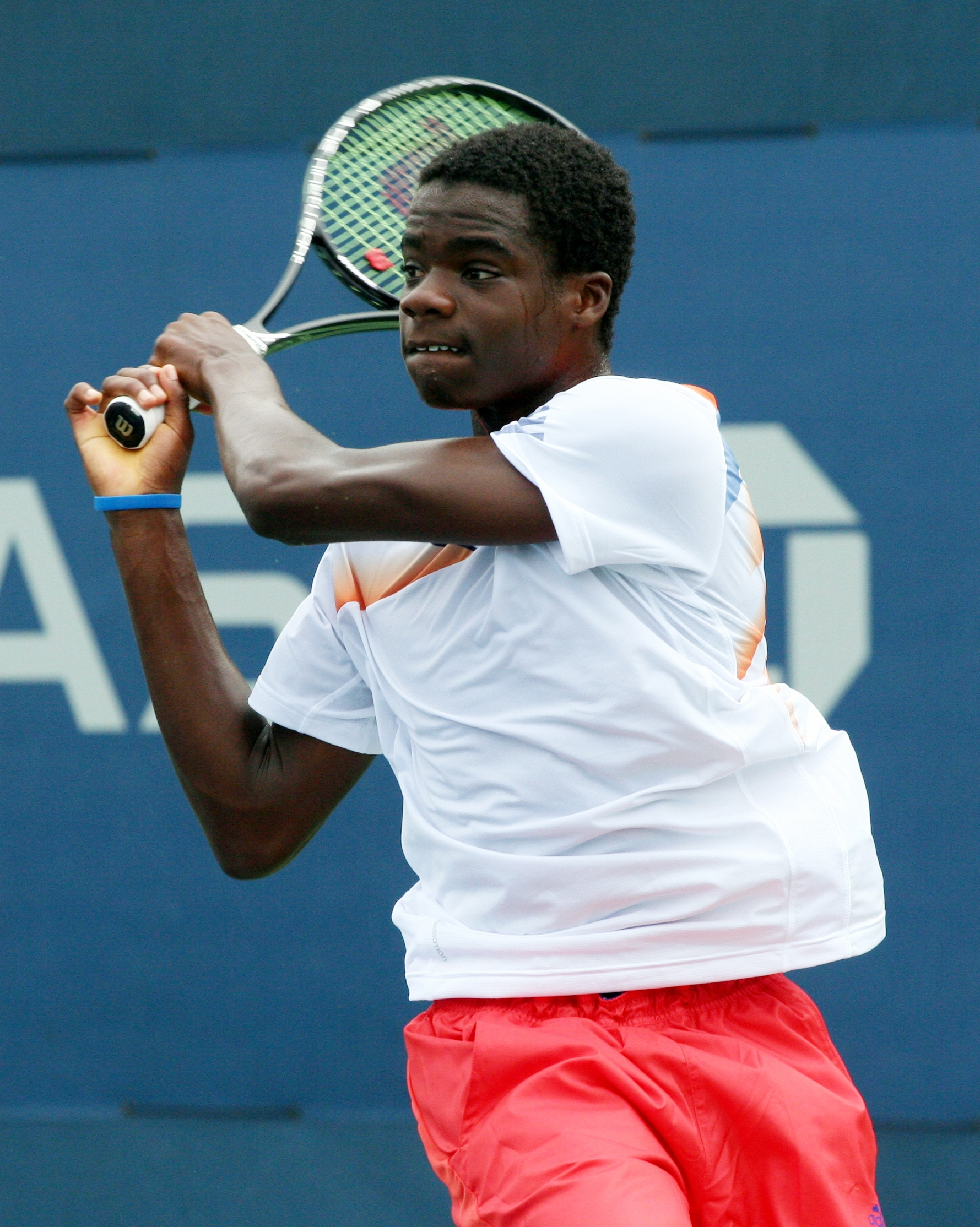
Tiafoe agli US Open juniores del 2013

Nel 2012 ha vinto i campionati mondiali juniores, il Les Petits As, sia nel singolare che nel doppio in coppia con Michael Mmoh, primo tennista e uno dei soli 4 ad averlo realizzato. Esordisce nei tornei dell'ITF Junior Circuit nell'agosto 2012 e nell'ottobre 2013 conquista il primo titolo di categoria al Pan American ITF di Tulsa, torneo di Grade B1, superando in finale Taylor Fritz; si aggiudica inoltre il torneo di doppio, unico titolo di specialità conseguito da juniores. In dicembre vince il prestigioso Orange Bowl di Grade A sconfiggendo Stefan Kozlov. Nell'aprile 2014 raggiunge due finali consecutive, vince la seconda all'Easter Bowl Championship di Grade B1 e il giorno dopo sale al 2º posto mondiale, che resterà il suo miglior ranking di categoria. In settembre gioca il suo ultimo torneo juniores e ottiene il miglior risultato in una prova del Grande Slam raggiungendo la semifinale agli US Open, persa contro Quentin Halys.

### 2013-2014: prima finale ITF ed esordio agli US Open in doppio
Nel giugno 2013 fa il suo debutto tra i professionisti con una sconfitta al torneo di doppio dell'ITF U.S.A. F14, dopo questa isolata apparizione torna a giocare nel gennaio 2014, sempre in doppio, all'ITF U.S.A. F2 e raggiunge la finale. L'esordio in singolare avviene con una sconfitta nel successivo tornao U.S.A. F3 e la settimana dopo raggiunge i quarti all'U.S.A. F4, guadagnando i primi punti nel ranking ATP di singolare. In luglio gioca per la prima volta le qualificazioni di un torneo ATP ad Atlanta e viene eliminato al secondo incontro. Entra con una wild card nel tabellone principale del successivo ATP 500 di Washington e viene subito sconfitto da Evgenij Donskoj. Non supera il primo turno di qualificazione agli US Open ma entra nel main draw di doppio insieme a Michael Mmoh, sconfiggono Víctor Estrella Burgos / Tejmuraz Gabašvili e vengono eliminati al secondo turno.

### 2015: primo titolo ITF, prime finali Challenger e top 200
Torna a giocare nei tornei ITF e nel gennaio 2015 disputa e perde la sua prima finale all'U.S.A. F5. In marzo vince il primo titolo da professionista all'U.S.A. F10, superando in finale Maxime Tabatruong per 6–1, 6–2. Il mese dopo esordisce nell'ATP Challenger Tour a Sarasota e si spinge fino ai quarti di finale. Subito dopo raggiunge la semifinale al Savannah Challenger e quindi la finale al Tallahassee Tennis Challenger, dove viene sconfitto in tre set da Facundo Arguello dopo che al primo turno aveva eliminato il nº 92 ATP Facundo Bagnis, primo top 100 sconfitto in carriera. A fine torneo si trova per la prima volta nella top 300 del ranking.
Un mese più tardi viene eliminato nelle qualificazioni all'ATP di Nizza, ma viene ripescato come lucky loser e perde al primo turno da James Duckworth. A fine maggio entra con una wild card nel tabellone principale del Roland Garros e, al suo esordio in un torneo del Grande Slam, viene subito eliminato da Martin Kližan. Torna a mettersi in luce in agosto a Winston-Salem, dove supera le qualificazioni e vince il suo primo incontro in un torneo ATP battendo Duckworth, prima della sconfitta subita al secondo turno contro Thomaz Bellucci. Al suo debutto nel main draw degli US Open viene eliminato al primo turno da Viktor Troicki. Di rilievo a fine stagione la seconda finale raggiunta in un torneo Challenger a Knoxville, nella quale perde in tre set da Daniel Evans. Grazie a questo risultato entra nella top 200 del ranking e chiude la stagione in 176ª posizione.

### 2016: primi titoli Challenger e top 100

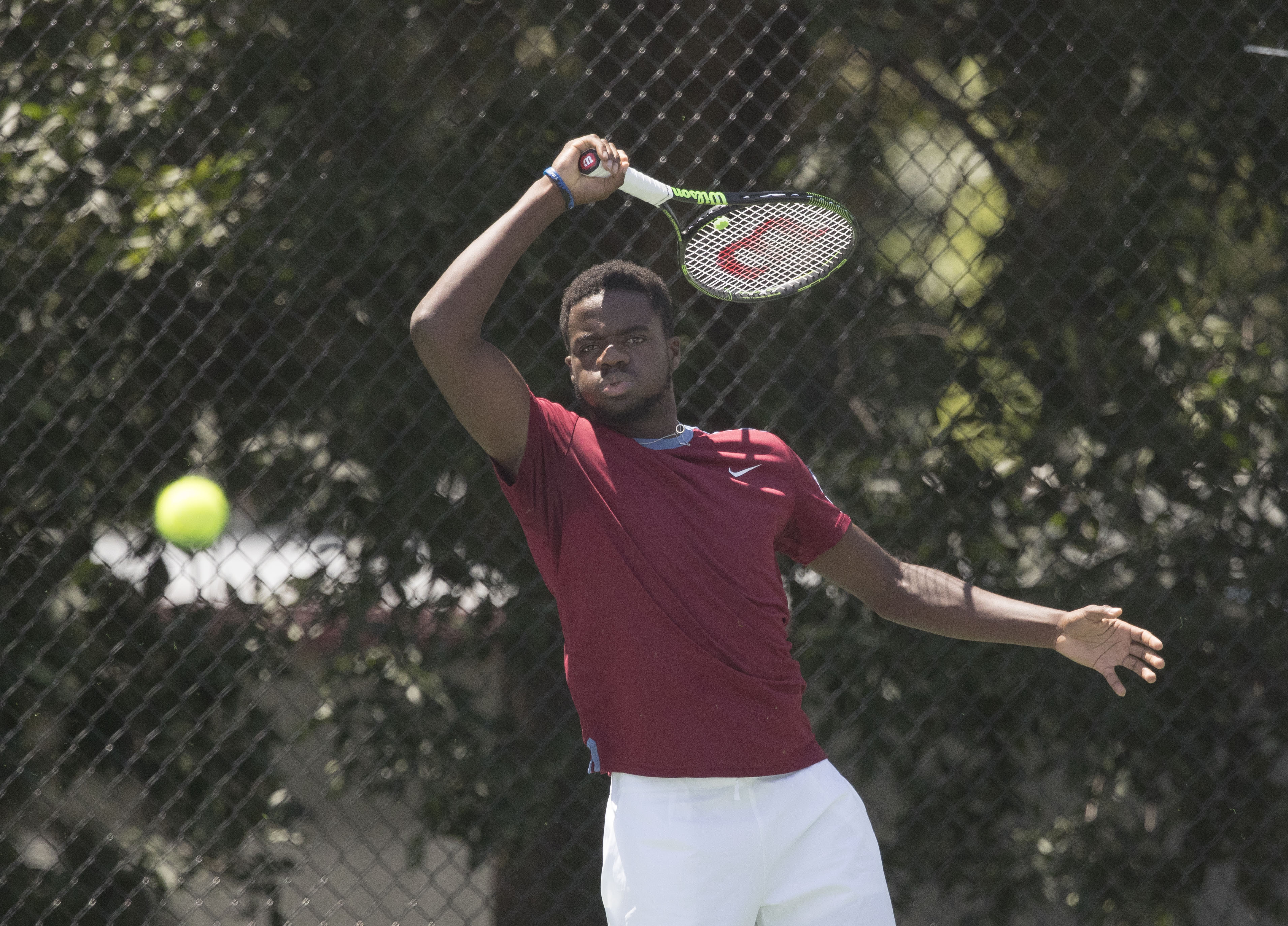
Tiafoe al Citi Open 2016

Alla sua prima trasferta in Australia, viene sconfitto al secondo turno di qualificazione all'Australian Open. In marzo esordisce in un torneo Masters 1000 a Indian Wells con la vittoria su Taylor Fritz e al secondo turno perde al tiebreak del terzo set dal nº 18 del mondo David Goffin dopo aver sprecato 2 matchball. Perde un'altra finale a Tallahassee e in maggio viene sconfitto al terzo turno di qualificazione all'Open di Francia. Dopo altre due finali perse nei Challenger, vince il primo titolo di categoria a Granby, concedendo due soli giochi a Marcelo Arévalo nella finale. Al primo turno degli US Open viene sconfitto al tiebreak del set decisivo dal nº 21 ATP John Isner dopo aver vinto i primi due parziali. In ottobre si aggiudica a Stockton il secondo titolo Challenger, sconfiggendo in finale Noah Rubin in due set, e il giorno dopo raggiunge la 100ª posizione del ranking.

### 2017: due titoli Challenger, vittoria su Zverev e 60º nel ranking in singolare, prima finale ATP in doppio
Vince il suo primo incontro in una prova dello Slam all'Australian Open sconfiggendo in quattro set Michail Kukuškin, e al secondo turno viene eliminato da Alexander Zverev. In marzo viene sconfitto da Federer al secondo turno del Miami Masters. Il 16 aprile gioca la sua prima finale ATP nel torneo di doppio a Houston, dove in coppia con Dustin Brown viene battuto in tre set da Julio Peralta / Horacio Zeballos. Si aggiudica i due successivi Challenger di Sarasota e Aix-en-Provence, superando in finale rispettivamente Tennys Sandgren e Jérémy Chardy. Al suo esordio in carriera a Wimbledon sconfigge il quotato Robin Haase e al secondo turno cede nuovamente a Zverev, risultati con cui porta il miglior ranking in 60ª posizione. Al secondo turno di Cincinnati si prende la rivincita su Zverev, diventato nel frattempo nº 7 del mondo, sconfiggendolo per 4–6, 6–3, 6–4 nella sua prima vittoria su un top 10; al terzo turno viene eliminato da Isner. Agli US Open il sorteggio lo mette di fronte al primo turno a Federer, che si impone al quinto set. La classifica raggiunta gli vale la convocazione alla prima edizione della Laver Cup, nella quale perde contro Marin Čilić l'unico incontro che lo vede impiegato. A fine stagione raggiunge il secondo turno allo Shanghai Masters e ad Anversa

### 2018: primo titolo ATP in singolare, 38º nel ranking
Dopo le sconfitte al primo turno a Brisbane e all'Australian Open, in febbraio raggiunge per la prima volta i quarti in un torneo ATP a New York e viene eliminato da Kevin Anderson. Al successivo torneo di Delray Beach, il 25 febbraio Tiafoe vince il suo primo titolo ATP; nei primi turni sconfigge nell'ordine Matthew Ebden, il nº 10 del mondo Juan Martín del Potro e nei quarti Chung Hyeon, in semifinale supera Denis Shapovalov e in finale ha la meglio su Peter Gojowczyk con il punteggio di 6–1, 6–4. Il mese dopo si spinge fino agli ottavi a Miami, dove è di nuovo Anderson a eliminarlo. In aprile raggiunge con Dustin Brown la semifinale in doppio all'ATP di Houston. Inizia la stagione europea sulla terra battuta all'Estoril, in semifinale lascia cinque soli giochi allo specialista e nº 11 del ranking Pablo Carreño Busta e in finale viene sconfitto per 4–6, 4–6 dall'idolo di casa João Sousa. Viene eliminato al primo turno agli Internazionali d'Italia e all'Open di Francia.
Si spinge fino ai quarti sull'erba del Queen's e al terzo turno a Wimbledon, dove viene eliminato da Karen Chačanov dopo essere stato in vantaggio di due set. Continua a progredire nel ranking e con il secondo turno ad Atlanta e i terzi turni a Washington e al Toronto Masters si porta alla 38ª posizione mondiale. A Washington arriva in semifinale in doppio in coppia con Denis Kudla. Agli US Open viene sconfitto al secondo turno da Alex de Minaur. In settembre fa il suo esordio in Coppa Davis in occasione della semifinale persa 3–2 a Zara contro la Croazia e perde entrambi i singolari, contro Marin Čilić nella prima giornata e nell'incontro decisivo con Borna Ćorić, nel quale si fa rimontare il vantaggio di 2 set a 1. Prende nuovamente parte alla Laver Cup e perde contro Grigor Dimitrov. Di rilievo a fine stagione la sua partecipazione alle Next Generation ATP Finals, vince il primo incontro con Hubert Hurkacz e viene eliminato dopo le sconfitte subite da Stefanos Tsitsipas e Jaume Munar

### 2019: quarti di finale all'Australian Open, 29º nel ranking

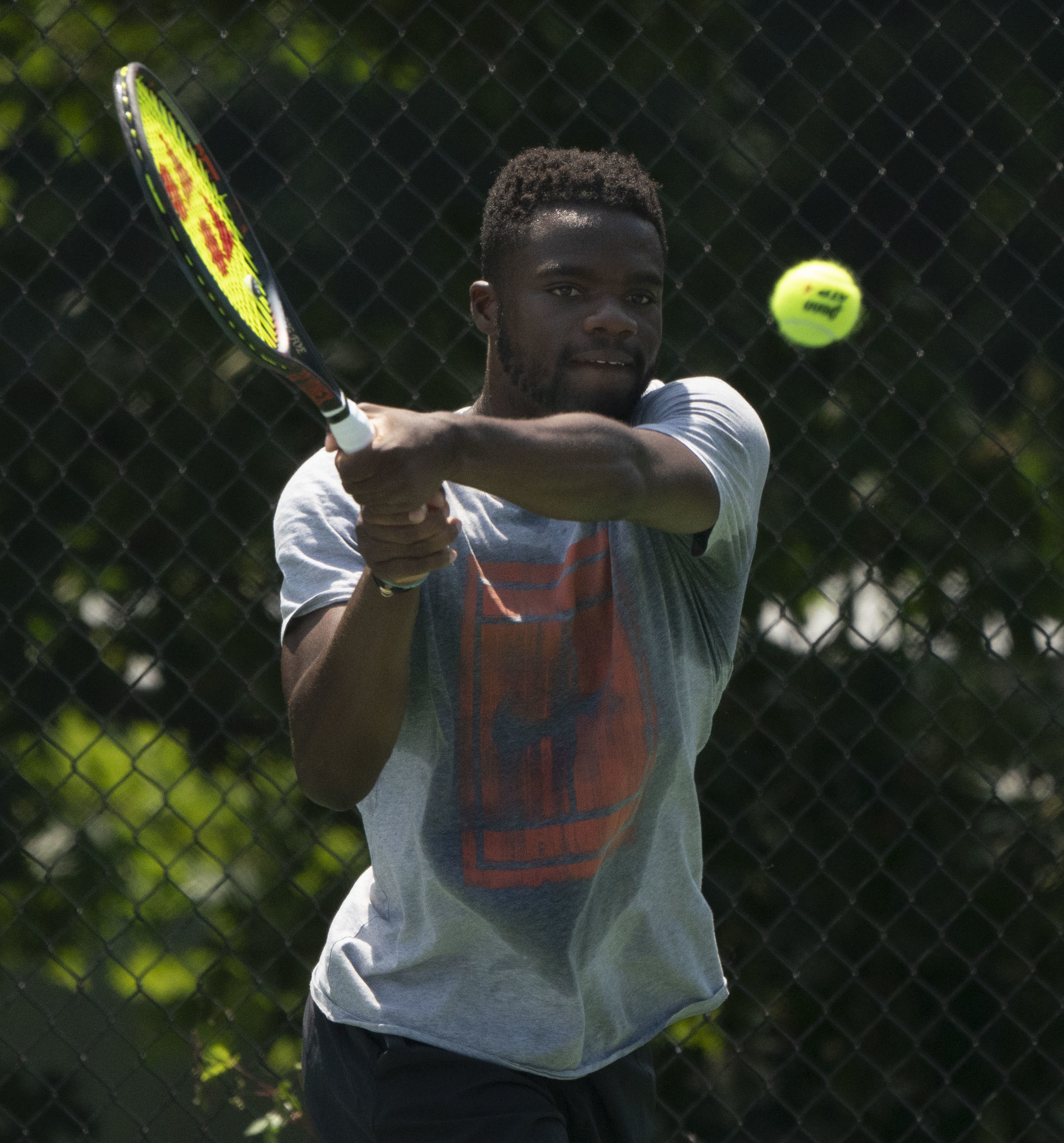
Tiafoe al Citi Open 2019

All'Australian Open 2019 ottiene uno dei risultati più significativi della carriera raggiungendo i quarti di finale, sconfigge nell'ordine Prajnesh Gunneswaran, il nº 6 ATP Kevin Anderson, Andreas Seppi al quinto set e Grigor Dimitrov; viene eliminato in tre set dal nº 2 del mondo Rafael Nadal, che arriverà in finale. Grazie a questi risultati raggiunge la 30ª posizione e due settimane dopo la 29ª, suoi nuovi migliori ranking. Arriva nei quarti anche in marzo a Miami, e viene eliminato in tre set da Shapovalov dopo aver sconfitto Goffin. Non conferma la finale dell'anno prima all'Estoril, fermandosi ai quarti, e al Madrid Masters viene eliminato al terzo turno. Nei successivi otto tornei vince in totale solo tre incontri e torna a vincerne due di fila a Winston-Salem, raggiungendo i quarti. Al secondo turno degli US Open viene sconfitto al quinto set dal nº 6 ATP Alexander Zverev, che lo elimina anche a Pechino. In ottobre viene sconfitto nei quarti di finale ad Anversa da Jannik Sinner. Si qualifica per la seconda volta consecutiva alle Next Generation ATP Finals, all'esordio viene di nuovo sconfitto da Sinner e con le vittorie su Ugo Humbert e Mikael Ymer accede alla semifinale, dove viene eliminato da Alex de Minaur.

### 2020: un titolo Challenger e una semifinale ATP
Inizia il 2020 con le eliminazioni al primo turno a Doha, a Auckland e agli Australian Open, dove perde contro Daniil Medvedev. Gioca quindi senza troppo successo in un paio di Challenger e scende oltre l'80ª posizione. A febbraio arriva nei quarti a Delray Beach, esce quindi al primo turno ad Acapulco e al terzo al Challenger di Indian Wells. A fine mese entra nel suo staff tecnico l'ex nº 6 del mondo Wayne Ferreira e poco dopo ha inizio la lunga pausa del tennis per la pandemia di COVID-19. Al rientro in agosto esce al primo turno di Cincinnati e ai successivi US Open arriva per la prima volta al quarto turno, dove raccoglie solo cinque giochi contro Daniil Medvedev. Dopo l'eliminazione al primo turno al Roland Garros, in ottobre vince a Parma il suo quinto Challenger sconfiggendo in tre set Salvatore Caruso. Chiude il 2020 al 59º posto del ranking dopo la semifinale di Nur-Sultan, nella quale cede al terzo set a John Millman.

### 2021: finale a Vienna e un titolo Challenger
Inizia il 2021 con i quarti di finale raggiunti a Delray Beach, mentre al secondo turno dell'Australian Open strappa un set al nº 1 Novak Đoković, che si aggiudicherà il torneo. Dopo le eliminazioni al secondo turno a Buenos Aires, Santiago del Cile e Acapulco, si spinge fino ai quarti a Miami, dove Medvedev gli infligge la quarta sconfitta su altrettanti confronti disputati nei tornei ATP. Dopo due soli incontri vinti nei cinque tornei giocati in Europa sulla terra battuta, si aggiudica il Challenger di Nottingham sconfiggendo in finale Denis Kudla. Viene eliminato nei quarti di finale da Denis Shapovalov al Queen's e desta sorpresa a Wimbledon con la sua vittoria in tre set al primo turno sulla testa di serie nº 3 Stefanos Tsitsipas, prima di venire sconfitto al terzo turno da Karen Chačanov. A fine luglio debutta alle Olimpiadi ai Giochi di Tokyo e viene eliminato al secondo turno sia in singolare che in doppio, in coppia con Rajeev Ram.
In agosto si prende la rivincita sul nº 10 del mondo Shapovalov al secondo turno del Toronto Masters e al terzo viene eliminato da Gaël Monfils. Raggiunge poi i quarti a Winston-Salem. Al terzo turno degli US Open sconfigge il nº 7 ATP Andrei Rublëv al quinto set e per il secondo anno di fila arriva al quarto turno, dove viene eliminato da Félix Auger-Aliassime. Esce al terzo turno a Indian Wells per mano di Hubert Hurkacz. Al torneo di Anversa viene sconfitto al primo turno da Andy Murray, nel match al meglio dei 3 set più lungo del 2021, durato 3 ore e 46 minuti. A fine ottobre supera le qualificazioni al torneo di Vienna e al primo turno ha la meglio su Dušan Lajović. Al secondo turno sconfigge per la seconda volta in stagione il nº 3 del mondo Stefanos Tsitsipas, nei quarti di finale supera Diego Schwartzman e in semifinale elimina il nº 11 ATP Jannik Sinner. Viene sconfitto in finale in due set da Alexander Zverev. Torna a mettersi in luce due settimane dopo a Stoccolma, dove raggiunge la semifinale e viene sconfitto da Tommy Paul che si aggiudicherà il titolo. A fine torneo rientra nella top 40 dopo oltre due anni.

### 2022: semifinale agli US Open e top 20

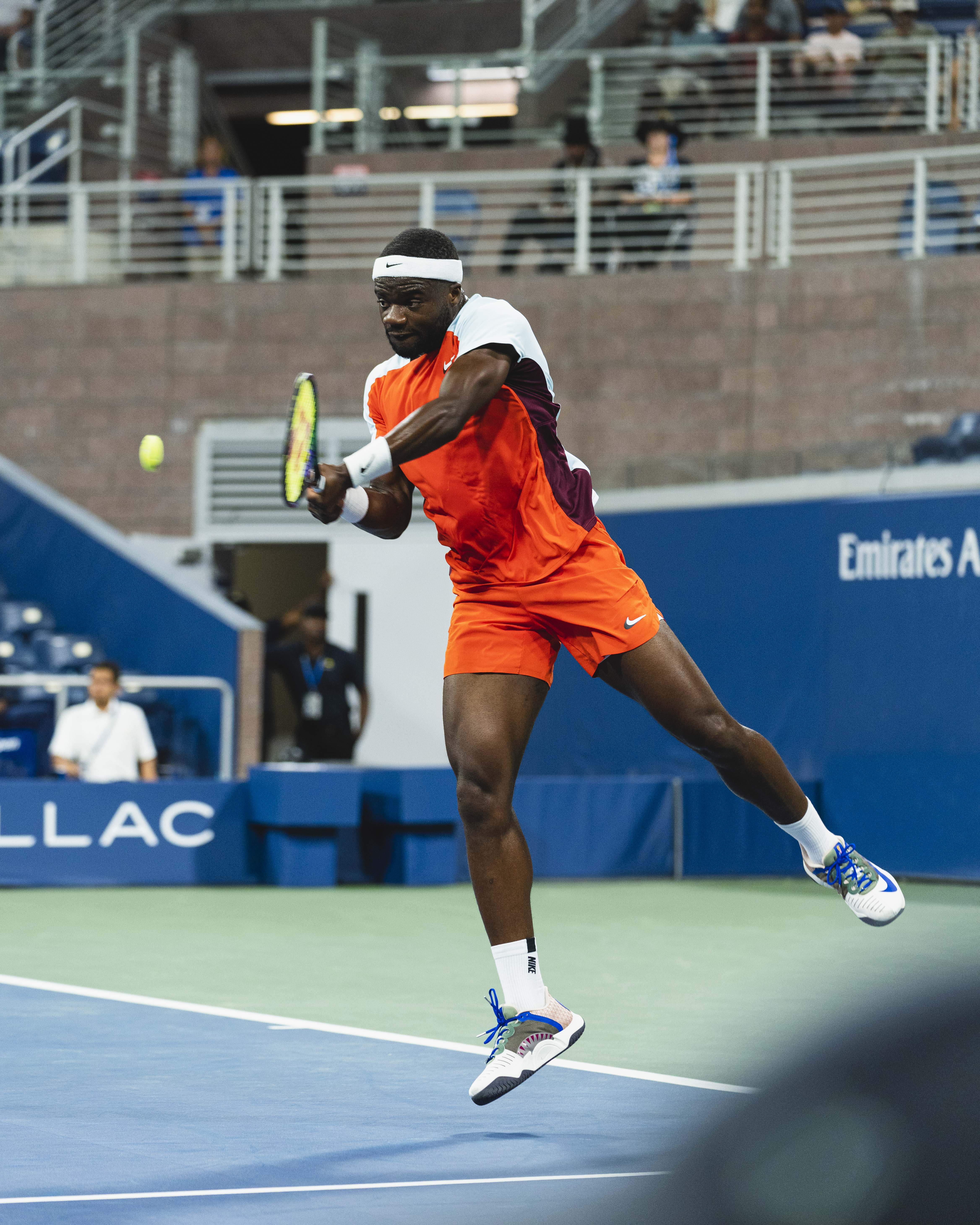
Il rovescio a due mani di Tiafoe agli US Open 2022.

Dopo l'eliminazione al primo turno nei primi due tornei stagionali, viene sconfitto al secondo turno degli Australian Open da Taylor Fritz. Un infortunio al gomito lo tiene lontano dal circuito nei due mesi successivi. Quando rientra arriva al terzo turno a Indian Wells e al quarto a Miami. Raccoglie altri discreti risultati nei primi tornei sulla terra rossa e si spinge fino in finale all'Estoril grazie ai successi su Alejandro Davidovich Fokina e Sebastian Korda, e nell'incontro per il titolo Sebastián Báez gli concede solo 5 giochi; a fine torneo porta il best ranking al 25º posto mondiale. Nei successivi 5 tornei raggiunge il secondo turno solo all'Open di Francia, mentre al Torneo di Wimbledon arriva al quarto turno e viene sconfitto 7–5 al quinto set da David Goffin.
Agli US Open raggiunge i quarti di finale superando negli ottavi in quattro set il nº 3 del mondo Rafael Nadal, infliggendogli la prima sconfitta stagionale nei tornei dello Slam. Dopo il successo su Andrej Rublëv nei quarti di finale, si arrende in semifinale a Carlos Alcaraz al quinto set; a fine torneo entra per la prima volta nella top 20 del ranking, in 19ª posizione. Per la terza volta viene impiegato in Laver Cup, nella quale era sempre stato sconfitto, e ottiene la sua prima vittoria sconfiggendo Stefanos Tsitsipas, contribuendo al primo successo del World Team nel torneo. A ottobre raggiunge la finale all'ATP 500 di Tokyo e viene sconfitto dopo due tie-break da Taylor Fritz, risultato che lo porta al 17º posto mondiale. A fine stagione raggiunge i quarti di finale a Stoccolma e al Paris Masters. L'ultimo impegno è il quarto di finale di Coppa Davis perso 2-1 contro l'Italia, nel quale viene sconfitto in singolare da Lorenzo Sonego.

### 2023: trionfo in United Cup, semifinale a Indian Wells, due titoli ATP e top 10
Apre la stagione alla United Cup dove guida gli Stati Uniti alla conquista del trofeo vincendo tutti gli incontri disputati, compreso quello in finale per il ritiro di Lorenzo Musetti. Eliminato al terzo turno agli Australian Open, a febbraio porta il best ranking alla 14ª posizione. Esce nei quarti di finale a Dallas e all'ATP 500 di Acapulco. A Indian Wells supera nei quarti Cameron Norrie  (raggiungendo la prima semifinale in un Masters 1000), ma cede a Daniil Medvedev con il punteggio di 5–7, 6(4)–7, mentre non va oltre il secondo turno al Miami Open. Al successivo torneo di Houston elimina nell'ordine Johnson, Kubler e in semifinale Brouwer; si aggiudica il secondo titolo ATP in carriera sconfiggendo in finale dopo due tie–break Tomás Martín Etcheverry portando il suo best ranking all'11ª posizione. Eliminato nelle fasi iniziali in singolare nei primi tornei europei su terra battuta, si spinge fino ai quarti in doppio agli Internazionali d'Italia in coppia con McDonald. Raggiunge per la prima volta il terzo turno al Roland Garros dove viene sconfitto da Zverev.
Vince a Stoccarda il suo primo torneo ATP sull’erba battendo in finale il nº 24 del mondo Jan-Lennard Struff ed entrando così per la prima volta in carriera nella top 10, in 10ª posizione. Raccoglie solo 7 giochi contro Grigor Dimitrov al terzo turno di Wimbledon. Dopo le precoci eliminazioni nei Masters 1000 americani estivi, non va oltre i quarti di finale agli US Open, sconfitto in 4 set da Ben Shelton, risultato con cui esce dalla top 10. Nella fase a gruppi delle finali di Coppa Davis perde a sorpresa contro Borna Gojo, viene sconfitto anche da Tallon Griekspoor e gli Stati Uniti vengono eliminati. Contribuisce al nuovo successo del World Team nella Laver Cup vincendo tutti gli incontri disputati, due in doppio e quello in singolare contro Hubert Hurkacz. A fine anno decide di cambiare allenatore, affidandosi a Diego Moyano, ex-coach di Anderson e Gauff. L'ultimo risultato stagionale di rilievo sono i quarti di finale raggiunti al Vienna Open, persi in due set contro Sinner.

### 2024: prima finale in un Masters 1000, semifinale agli US Open
Dopo due quarti di finale ATP e l'eliminazione al secondo turno degli Australian Open, perde in semifinale a Delray Beach contro Tommy Paul. L'uscita prematura a Indian Wells lo fa uscire dalla top 20. Si mette di nuovo in luce raggiungendo la finale a Houston, dove è campione uscente, ma cede in tre set a Shelton. La settimana successiva viene annunciata la fine del rapporto con il coach Moyano dopo soli quattro mesi di collaborazione. Esce al secondo turno in tutti i tornei su terra battuta disputati in Europa, compreso il Roland Garros. Raggiunge i quarti sull'erba dello Stuttgart Open, ma viene sconfitto al tie break del terzo set dal vincitore del torneo Jack Draper, mentre si ritira durante il primo turno ai Queen's Club Championships. A Wimbledon sconfigge Arnaldi e al terzo turno cede al quinto set dopo aver condotto per 2 set a uno contro il campione uscente Alcaraz, che confermerà il titolo.
Per la tournée americana si affida al nuovo coach David Witt, già allenatore di Venus Williams e Jessica Pegula. Perde contro i vincitori del torneo anche nei quarti dell'Atlanta Open (da Yoshihito Nishioka) e in semifinale al Washington Open (contro Sebastian Korda), che aveva raggiunto sconfiggendo nei quarti il top 10 Andrej Rublëv. A Cincinnati elimina i top 20 Lorenzo Musetti e Holger Rune e raggiunge la sua prima finale in un Masters 1000, che perde da Sinner in due set, risultati con cui rientra nella top 20. Torna a disputare la semifinale ai successivi US Open con le vittorie su Ben Shelton e sul top 10 Grigor Dimitrov, che si ritira nel corso del quinto set; viene eliminato da Taylor Fritz dopo essere stato in vantaggio per 2 set a 1 e rientra nella top 20. Alla Laver Cup sconfigge il nº 5 del mondo Daniil Medvedev. Non supera il terzo turno allo Shanghai Masters e anche negli ultimi tornei stagionali non consegue risultati di grande rilievo.

### 2025: una finale ATP, quarti di finale al Roland Garros
Vince un solo incontro in ciascuno dei primi sei tornei disputati nel 2025, compresi gli Australian Open. Ad aprile raggiunge la terza finale consecutiva a Houston e cede al rientrante Jenson Brooksby dopo aver eliminato Alex Michelsen e Brandon Nakashima. Raggiunge per la prima volta il quarto turno in un Masters 1000 su terra battuta al Madrid Open e viene eliminato da Matteo Arnaldi. Al Roland Garros batte Sebastian Korda, accede per la prima volta ai quarti di finale e cede in quattro set a Lorenzo Musetti.

## Statistiche

### Singolare

#### Vittorie (3)
| Legenda              |
| Grande Slam (0)      |
| ATP Finals (0)       |
| ATP Masters 1000 (0) |
| ATP Tour 500 (0)     |
| ATP Tour 250 (3)     |

| N. | Data             | Torneo                                       | Superficie    | Avversario in finale    | Punteggio           |
| 1. | 25 febbraio 2018 | Delray Beach Open, Delray Beach              | Cemento       | Peter Gojowczyk         | 6–1, 6–4            |
| 2. | 9 aprile 2023    | U.S. Men's Clay Court Championships, Houston | Terra marrone | Tomás Martín Etcheverry | 7–6(1), 7–6(6)      |
| 3. | 18 giugno 2023   | Stuttgart Open, Stoccarda                    | Erba          | Jan-Lennard Struff      | 4–6, 7–6(1), 7–6(8) |

#### Finali perse (7)
| Legenda              |
| Grande Slam (0)      |
| ATP Finals (0)       |
| ATP Masters 1000 (1) |
| ATP Tour 500 (2)     |
| ATP Tour 250 (4)     |

| N. | Data            | Torneo                                           | Superficie    | Avversario in finale | Punteggio      |
| 1. | 6 maggio 2018   | Estoril Open, Estoril                            | Terra rossa   | João Sousa           | 4–6, 4–6       |
| 2. | 31 ottobre 2021 | Vienna Open, Vienna                              | Cemento (i)   | Alexander Zverev     | 5–7, 4–6       |
| 3. | 1º maggio 2022  | Estoril Open, Estoril (2)                        | Terra rossa   | Sebastián Báez       | 3–6, 2–6       |
| 4. | 9 ottobre 2022  | Japan Open Tennis Championships, Tokyo           | Cemento       | Taylor Fritz         | 6(3)–7, 6(2)–7 |
| 5. | 7 aprile 2024   | U.S. Men's Clay Court Championships, Houston     | Terra marrone | Ben Shelton          | 5–7, 6–4, 3–6  |
| 6. | 19 agosto 2024  | Cincinnati Open, Cincinnati                      | Cemento       | Jannik Sinner        | 6(4)–7, 2–6    |
| 7. | 6 aprile 2025   | U.S. Men's Clay Court Championships, Houston (2) | Terra marrone | Jenson Brooksby      | 4–6, 2–6       |

### Doppio

#### Finali perse (1)
| Legenda              |
| Grande Slam (0)      |
| ATP Finals (0)       |
| ATP Masters 1000 (0) |
| ATP Tour 500 (0)     |
| ATP Tour 250 (1)     |

| N. | Data           | Torneo                                       | Superficie  | Compagno     | Avversari                      | Punteggio        |
| 1. | 16 aprile 2017 | U.S. Men's Clay Court Championships, Houston | Terra rossa | Dustin Brown | Julio Peralta Horacio Zeballos | 6–4, 5–7, [6–10] |

### Tornei minori

#### Singolare

##### Vittorie (7)
| Legenda        |
| Challenger (6) |
| Futures (1)    |

| N. | Data             | Torneo                                  | Superficie  | Avversario        | Punteggio        |
| 1. | 22 febbraio 2015 | Stati Uniti F10, Bakersfield            | Cemento     | Maxime Tabatruong | 6–1, 6–2         |
| 2. | 7 agosto 2016    | Championnats de Granby, Granby          | Cemento     | Marcelo Arévalo   | 6–1, 6–1         |
| 3. | 9 ottobre 2016   | Stockton Challenger, Stockton           | Cemento     | Noah Rubin        | 6–4, 6–2         |
| 4. | 23 aprile 2017   | Sarasota Open, Sarasota                 | Terra verde | Tennys Sandgren   | 6–3, 6–4         |
| 5. | 14 maggio 2017   | Open du Pays d'Aix, Aix-en-Provence     | Terra rossa | Jérémy Chardy     | 6–3, 4–6, 7–6(5) |
| 6. | 12 ottobre 2020  | Internazionali di Emilia Romagna, Parma | Terra rossa | Salvatore Caruso  | 6–3, 3–6, 6–4    |
| 7. | 13 giugno 2021   | Nottingham Open, Nottingham             | Erba        | Denis Kudla       | 6–1, 6–3         |

##### Finali perse (7)
| Legenda        |
| Challenger (5) |
| Futures (2)    |

| N. | Data             | Torneo                                         | Superficie  | Avversario         | Punteggio           |
| 1. | 25 gennaio 2015  | Stati Uniti F5, Weston                         | Terra rossa | Benjamin Balleret  | 5–7, 4–6            |
| 2. | 29 marzo 2015    | Stati Uniti F11, Calabasas                     | Cemento     | Dennis Novikov     | 6(4)–7, 6(6)–7      |
| 3. | 3 maggio 2015    | Tallahassee Tennis Challenger, Tallahassee (1) | Terra verde | Facundo Argüello   | 6–2, 6(5)–7, 4–6    |
| 4. | 15 novembre 2015 | Knoxville Challenger, Knoxville                | Cemento (i) | Daniel Evans       | 7–5, 1–6, 3–6       |
| 5. | 30 aprile 2016   | Tallahassee Tennis Challenger, Tallahassee (2) | Terra verde | Quentin Halys      | 7–6(6), 4–6, 2–6    |
| 6. | 9 luglio 2016    | Winnetka Challenger, Winnetka                  | Cemento     | Yoshihito Nishioka | 3–6, 2–6            |
| 7. | 31 luglio 2016   | Lexington Challenger, Lexington                | Cemento     | Ernesto Escobedo   | 2–6, 7–6(6), 6(3)–7 |

#### Doppio

##### Finali perse (1)
| Legenda        |
| Challenger (0) |
| Futures (1)    |

| N. | Data            | Torneo                  | Superficie  | Compagno         | Avversari            | Score               |
| 1. | 19 gennaio 2014 | Stati Uniti F2, Sunrise | Terra rossa | William Blumberg | Jason Jung Evan King | 7–6(4), 4–6, [6–10] |

## Risultati in progressione
| Sigla | Risultato               |
| ----- | ----------------------- |
| V     | Vincitore               |
| F     | Finalista               |
| SF    | Semifinalista           |
| O     | Oro olimpico            |
| A     | Argento olimpico        |
| SF    | Bronzo olimpico         |
| QF    | Quarti di Finale        |
| 4T    | Quarto turno            |
| 3T    | Terzo turno             |
| 2T    | Secondo turno           |
| 1T    | Primo turno             |
| RR    | Round Robin             |
| LQ    | Turno di qualificazione |
| A     | Assente                 |
| ND    | Non disputato           |

| Legenda superfici    |
| -------------------- |
| Cemento              |
| Terra battuta        |
| Erba                 |
| Superficie variabile |

### Singolare
| Torneo               | 2014          | 2015          | 2016 | 2017          | 2018          | 2019          | 2020          | 2021 | 2022          | 2023          | 2024 | Titoli       | V–S          | V %          |
| -------------------- | ------------- | ------------- | ---- | ------------- | ------------- | ------------- | ------------- | ---- | ------------- | ------------- | ---- | ------------ | ------------ | ------------ |
| Tornei Grande Slam   |               |               |      |               |               |               |               |      |               |               |      |              |              |              |
| Australian Open      | A             | A             | Q2   | 2T            | 1T            | QF            | 1T            | 2T   | 2T            | 3T            | 2T   | 0 / 8        | 10–8         | 55%          |
| Roland Garros        | A             | 1T            | Q3   | 1T            | 1T            | 1T            | 1T            | 1T   | 2T            | 3T            | 2T   | 0 / 9        | 4–9          | 31%          |
| Wimbledon            | A             | A             | Q1   | 2T            | 3T            | 1T            | ND            | 3T   | 4T            | 3T            | 3T   | 0 / 7        | 12–7         | 63%          |
| US Open              | Q1            | 1T            | 1T   | 1T            | 2T            | 2T            | 4T            | 4T   | SF            | QF            | SF   | 0 / 10       | 22–10        | 69%          |
| Vittorie–Sconfitte   | 0–0           | 0–2           | 0–1  | 2–4           | 3–4           | 5–4           | 3–3           | 6–4  | 10–4          | 10–4          | 9–4  | 0 / 34       | 48–34        | 59%          |
| Giochi Olimpici      |               |               |      |               |               |               |               |      |               |               |      |              |              |              |
| Giochi Olimpici      | Non disputati | Non disputati | A    | Non disputati | Non disputati | Non disputati | Non disputati | 2T   | Non disputati | Non disputati | A    | 0 / 1        | 1–1          | 50%          |
| Vittorie–Sconfitte   | Non disputati | Non disputati | 0–0  | Non disputati | Non disputati | Non disputati | Non disputati | 1–1  | Non disputati | Non disputati | 0–0  | 0 / 1        | 1–1          | 50%          |
| Statistiche carriera |               |               |      |               |               |               |               |      |               |               |      |              |              |              |
| Finali               | 0             | 0             | 0    | 0             | 1             | 0             | 0             | 1    | 2             | 0             | 1    | 5            | 5            | 5            |
| Titoli               | 0             | 0             | 0    | 0             | 1             | 0             | 0             | 0    | 0             | 2             | 0    | 3            | 3            | 3            |
| Ranking a fine anno  | 1145          | 176           | 108  | 79            | 39            | 47            | 67            | 38   | 19            | 16            | 18   | 12 937 941 $ | 12 937 941 $ | 12 937 941 $ |

### Doppio
| Torneo             | 2014          | 2015          | 2016 | 2017          | 2018          | 2019          | 2020          | 2021 | 2022          | 2023          | 2024 | Titoli | V–S  |
| ------------------ | ------------- | ------------- | ---- | ------------- | ------------- | ------------- | ------------- | ---- | ------------- | ------------- | ---- | ------ | ---- |
| Tornei Grande Slam |               |               |      |               |               |               |               |      |               |               |      |        |      |
| Australian Open    | A             | A             | A    | A             | 1T            | A             | 1T            | 3T   | 1T            | A             | A    | 0 / 4  | 2–4  |
| Roland Garros      | A             | A             | A    | 1T            | 1T            | A             | 1T            | 2T   | 2T            | A             | 1T   | 0 / 6  | 1–6  |
| Wimbledon          | A             | A             | A    | 1T            | 1T            | A             | ND            | A    | A             | A             | A    | 0 / 2  | 0–2  |
| US Open            | 2T            | A             | A    | A             | A             | A             | A             | 1T   | 1T            | A             | A    | 0 / 3  | 1–3  |
| Vittorie–Sconfitte | 1–1           | 0–0           | 0–0  | 0–2           | 0–3           | 0–0           | 0–2           | 3–3  | 0–3           | 0–0           | 0–1  | 0 / 15 | 4–15 |
| Giochi Olimpici    |               |               |      |               |               |               |               |      |               |               |      |        |      |
| Giochi Olimpici    | Non disputati | Non disputati | A    | Non disputati | Non disputati | Non disputati | Non disputati | 2T   | Non disputati | Non disputati | A    | 0 / 1  | 1–1  |
| Vittorie–Sconfitte | Non disputati | Non disputati | 0–0  | Non disputati | Non disputati | Non disputati | Non disputati | 1–1  | Non disputati | Non disputati | 0–0  | 0 / 1  | 1–1  |

### Doppio misto
| Torneo             | 2014 | 2015 | 2016 | 2017 | 2018 | 2019 | 2020 | 2021 | 2022 | 2023 | 2024 | Titoli | V–S |
| ------------------ | ---- | ---- | ---- | ---- | ---- | ---- | ---- | ---- | ---- | ---- | ---- | ------ | --- |
| Tornei Grande Slam |      |      |      |      |      |      |      |      |      |      |      |        |     |
| Australian Open    | A    | A    | A    | A    | A    | A    | A    | A    | A    | A    | A    | 0 / 0  | 0–0 |
| Roland Garros      | A    | A    | A    | A    | A    | A    | ND   | A    | A    | A    | A    | 0 / 0  | 0–0 |
| Wimbledon          | A    | A    | A    | A    | A    | 2T   | ND   | A    | A    | A    | A    | 0 / 1  | 1–1 |
| US Open            | A    | 2T   | 1T   | A    | 1T   | A    | ND   | A    | A    | A    | A    | 0 / 3  | 1–3 |
| Vittorie–Sconfitte | 0–0  | 1–1  | 0–1  | 0–0  | 0–1  | 1–1  | 0–0  | 0–0  | 0–0  | 0–0  | 0–0  | 0 / 4  | 2–4 |

### Vittorie contro giocatori top 10
| Anno     | 2015 | 2016 | 2017 | 2018 | 2019 | 2020 | 2021 | 2022 | 2023 | 2024 | Totale |
| -------- | ---- | ---- | ---- | ---- | ---- | ---- | ---- | ---- | ---- | ---- | ------ |
| Vittorie | 0    | 0    | 1    | 1    | 1    | 0    | 4    | 2    | 0    | 3    | 12     |

| #    | Giocatore             | Rank | Evento                          | Superficie  | Turno | Punteggio                  |
| ---- | --------------------- | ---- | ------------------------------- | ----------- | ----- | -------------------------- |
| 2017 |                       |      |                                 |             |       |                            |
| 1.   | Alexander Zverev      | 7    | Cincinnati Open, Cincinnati     | Cemento     | 2T    | 4–6, 6–3, 6–4              |
| 2018 |                       |      |                                 |             |       |                            |
| 2.   | Juan Martín del Potro | 10   | Delray Beach Open, Delray Beach | Cemento     | 2T    | 7–6(6), 4–6, 7–5           |
| 2019 |                       |      |                                 |             |       |                            |
| 3.   | Kevin Anderson        | 6    | Australian Open, Melbourne      | Cemento     | 2T    | 4–6, 6–4, 6–4, 7–5         |
| 2021 |                       |      |                                 |             |       |                            |
| 4.   | Stefanos Tsitsipas    | 4    | Wimbledon, Londra               | Erba        | 1T    | 6–4, 6–4, 6–3              |
| 5.   | Denis Shapovalov      | 10   | Canadian Open, Toronto          | Cemento     | 2T    | 6–1, 6–4                   |
| 6.   | Andrej Rublëv         | 7    | US Open, New York               | Cemento     | 3T    | 4–6, 6–3, 7–6(6), 4–6, 6–1 |
| 7.   | Stefanos Tsitsipas    | 3    | Vienna Open, Vienna             | Cemento (i) | 2T    | 3–6, 6–3, 6–4              |
| 2022 |                       |      |                                 |             |       |                            |
| 8.   | Rafael Nadal          | 3    | US Open, New York               | Cemento     | 4T    | 6–4, 4–6, 6–4, 6–3         |
| 9.   | Stefanos Tsitsipas    | 6    | Laver Cup, Londra               | Cemento (i) | RR    | 1–6, 7–6(11), [10–8]       |
| 2024 |                       |      |                                 |             |       |                            |
| 10.  | Andrej Rublëv         | 8    | Washington Open, Washington     | Cemento     | QF    | 6–4, 7–6(3)                |
| 11.  | Hubert Hurkacz        | 7    | Cincinnati Open, Cincinnati     | Cemento     | QF    | 6–3, rit.                  |
| 12.  | Grigor Dimitrov       | 9    | US Open, New York               | Cemento     | QF    | 6–3, 6(5)–7, 6–3, 4–1 rit. |
| 13.  | Daniil Medvedev       | 5    | Laver Cup, Berlino              | Cemento (i) | RR    | 3–6, 6–4, [10–5]           |